# Євменій (Хорольський)
Архієпископ Євменій (в миру Євген Миколайович Хорольський; 13 (25) грудня 1886, село Богорождественкое, Ананьївський повіт, Херсонська губернія — 25 серпня 1967, Житомир) — єпископ Руської православної церкви, архієпископ Житомирський і Овруцький, місцевошанований святий Житомирської єпархії УПЦ (МП)

## Навчання
Євген Хорольський закінчив церковно-приходську школу. По закінченні Демидівської вчительської школи вступив послушником до Свято-Троїцького монастиря у Києві. З 1907 року відбував військову службу.
У 1912 році Євген Хорольський був особистим секретарем єпископа Саратовського Діонісія.

## Чернецтво
У 1918 році вступив до Києво-Михайлівського монастиря, де в 1919 році прийняв чернецтво і був висвячений на ієродиякона. У 1923 році він перейшов до Києво-Печерської Лаври, звідки в 1924 році отримав призначення на лаврське подвір'я в Ленінград.
Арештований у ніч з 22 на 23 серпня 1930 року.
В 1946 році Євген Хорольський став членом Духовного Собору. Також він працював економом Києво-Печерської Лаври у сані архідиякона. У березні 1950 року був висвячений на ієромонаха і призначений благочинним Лаври.
14 січня 1954 року возведений у сан архімандрита. 9 лютого 1954 року постановою Священного Синоду призначений єпископом Чернівецьким і Буковинським. 28 лютого 1954 року хіротонізований на єпископа Чернівецького і Буковинського. Хіротонія відбулася в Києві. Чин хіротонії здійснювали: митрополит Київський і Галицький Іоанн (Соколов) і єпископи: Чернігівський і Ніжинський Арсеній (Крилов), Вінницький Андрій (Сухенко) та Уманський Нестор (Тугай).
9 грудня 1958 року возведений у сан архієпископа і призначений архієпископом Житомирським і Овруцьким.

## Нагороди
11 травня 1963 року нагороджений правом носіння хреста на клобуку.

## Помер
Помер 25 серпня 1967 року в Житомирі. Похований на кладовищі в Житомирі, за вівтарем церкви.

## Прославлення
12 травня 2021 року Священний Синод УПЦ (МП) благословив місцеве шанування в межах Житомирської єпархії святителя Євменія (Хорольського), архієпископа Житомирського і Овруцького та встановив день його пам'яті 25 серпня за новим стилем.